# Bilqiss
Bilqiss est un roman de l'écrivaine et cinéaste Saphia Azzeddine publié en 2015 aux éditions Stock. Ce roman raconte l'histoire d'une femme au caractère particulier nommée Bilqiss qui vit dans un pays où la religion est omniprésente. Cette histoire reflète la place de la femme, ici plutôt rebelle, face à ce qui lui est imposé malgré le fait qu'elle reste croyante dans une société construite et organisée autour d'une religion.

## Résumé
Bilqiss est le nom de l'héroïne de ce livre. Elle vit dans un pays oriental et organisé autour de la religion islamiste et où la place de la femme n'est pas la même qu'en Occident. Elle bouleverse les codes de la charia qui doivent être respectés dans son pays en écoutant par exemple de la musique ou en se maquillant. Et c'est à cause de ce caractère rebelle qu'elle sera arrêtée et condamnée à la lapidation, notamment pour avoir lancé l'appel à la prière à la place du muezzin. Elle est donc jugée dans un procès qui ne se termine pas, avec un juge qui semble perdu voire amoureux à la fin du livre, face à la femme qu'il a en face de lui. Elle n'hésite pas à prendre la parole pour se défendre et démontrer sa liberté de penser. Elle reste convaincue et déterminée dans sa vision différente et son application face à la religion. On observe également la présence d'une journaliste américaine qui souhaite défendre ce que Bilqiss représente  parce qu'elle représente ici l'Occident,.

## Citations et critiques
(mai 2023).
« A travers « Bilqiss », Saphia Azzeddine raconte l’histoire d’un personnage ahurissant que l’on ne peut qu’admirer. C’est à la fois un hommage aux femmes tourmentées partout dans le monde, et un ardent plaidoyer contre l’obscurantisme. », d'après Ikram Chemlali.
« Cette histoire, où prennent la parole trois narrateurs principaux - Bilqiss, son juge Hassan et Leandra, journaliste américaine touchée par le procès de l'héroïne mais qui porte sur elle, à son corps défendant, le détestable message de compassion et d'arrogance que délivre l'Occident -, est puissante, maîtrisée. Elle heurte les consciences et fait reconsidérer la place de chacun dans le regard de l'autre. », d'après Florian Berrouet.
« Ce roman est une véritable pépite, un bijou de clairvoyance et d’intelligence dans un écrin percutant et lumineux. Tout mon être a frémi, chaque phrase prononcée par Bilqiss est un brulot fantastique qui électrise et m’a laissée pantoise jusqu'à la dernière ligne. Ce livre est tout en grâce et en émotions contenues qui ne sombre jamais dans l’auto apitoiement, ni dans de pudibonds préjugés. Saphia Azzeddine, à travers sa Bilqiss, nous livre la vision de son Dieu, de sa religion telle qu’elle doit être et est intrinsèquement, juste dévoyée par la main sale de l’Homme. Un roman universel et essentiel qui marque. », d'après Indira.